# Porsbjärs naturreservat
Porsbjär är ett naturreservat i Breareds socken i Halmstads kommun i Halland.

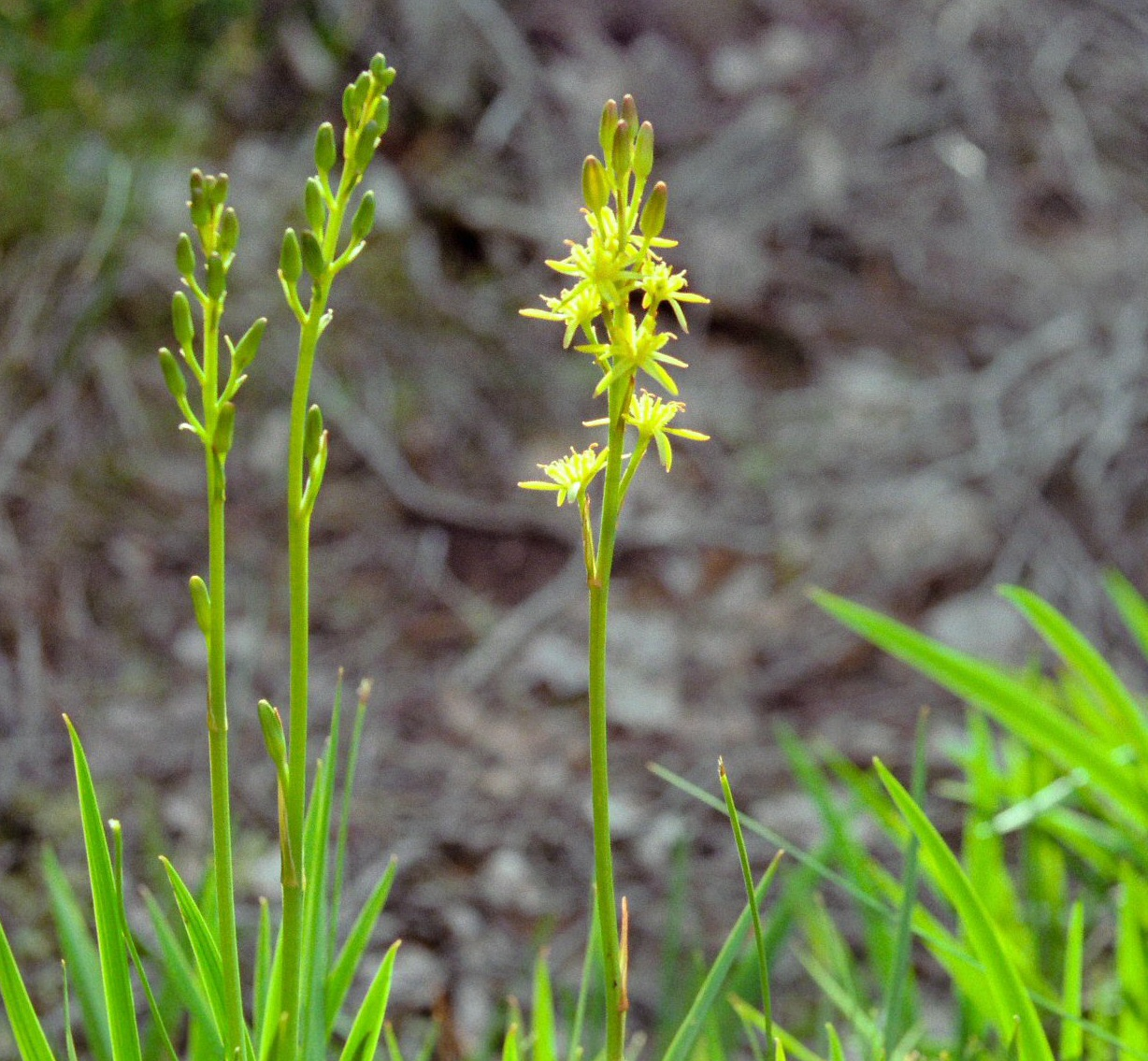
Myrlilja

Reservatet ligger strax öster om Simlångsdalen och är 543 hektar stort varav 6 hektar vattenareal. Det är skyddat sedan 2002 och består av stora, vida myrar med insprängda små skogsområden. I juli blommar myrliljan och på flera ställen bildar den vida, gula fält. På de stora myrarna finner många olika fågelarter såsom trana, ljungpipare, orre och grönbena.
Inom reservatet ligger de två små sjöarna Örasjön och Gallagöl.